# Friedrich Bernhard Westphal

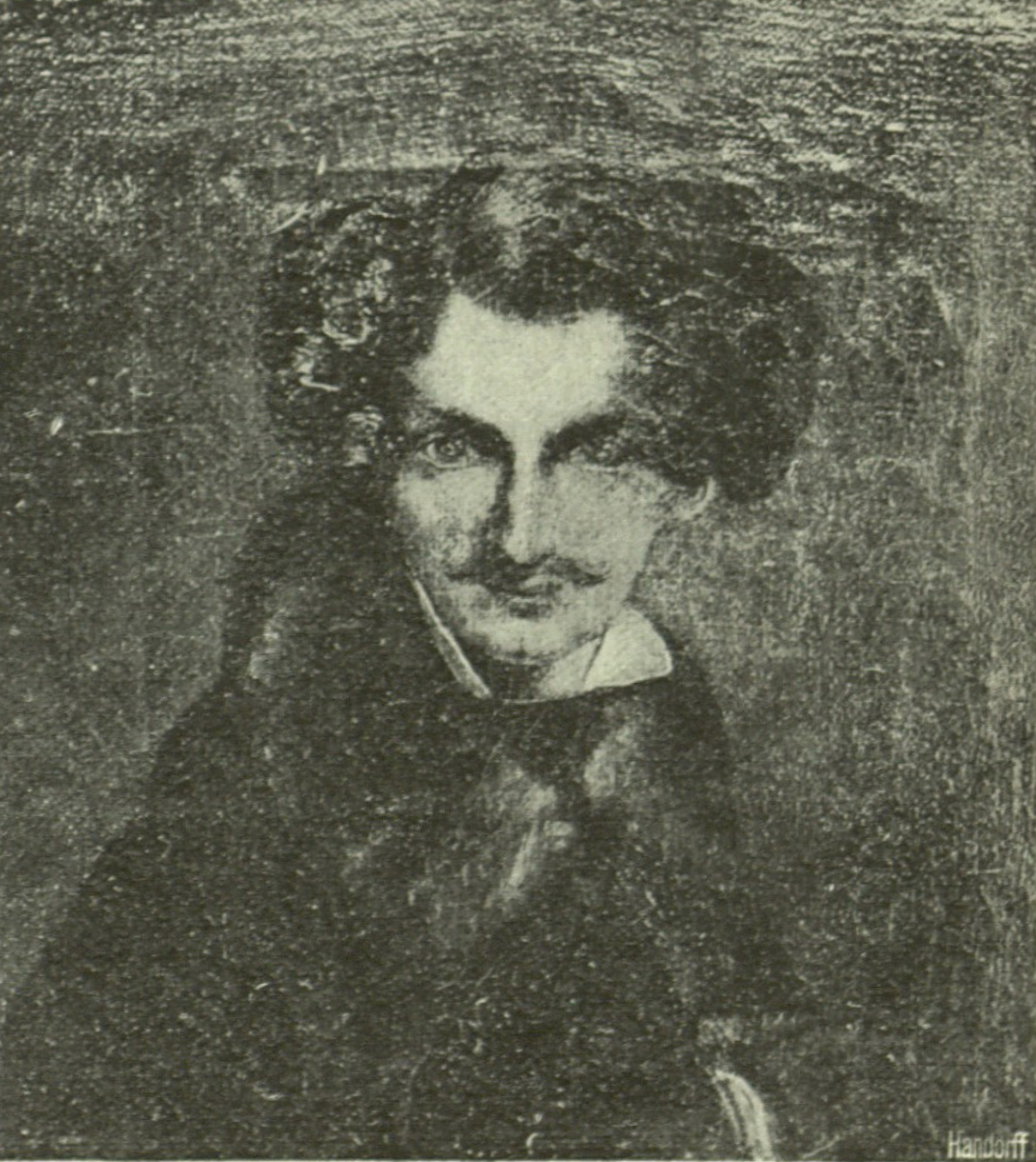
Friedrich Bernhard Westphal, Selbstbildnis

Friedrich Bernhard Westphal (* 5. Oktober 1803 in Schleswig; † 24. Dezember 1844) war ein deutsch-dänischer Genremaler und Illustrator. 

## Leben
Friedrich Bernhard („Fritz“) Westphal besuchte von 1821 bis 1826 die Kunstakademie in Kopenhagen. Zu seinen Mitschülern gehörten Carl Andreas August Goos, Hermann Wilhelm Bissen, Harro Harring und der norwegische Landschaftsmaler Thomas Fearnley, mit dem er 1823 eine Wanderung durch Schleswig-Holstein unternahm. Um 1827 kehrte Westphal in seine Heimatstadt Schleswig zurück und lithografierte bei J. F. Fritz in Flensburg eine allegorische Folge der Vier Jahreszeiten.
1828 besuchte er München, seit Mai 1829 hielt er sich mit Thomas Fearnley in Dresden auf, wo sich beide mit dem Münchner Genremaler Joseph Petzl anfreundeten. Westphal und Petzl waren verwandte Seelen, die unabhängig voneinander damit begonnen hatten, ihren künstlerischen Alltag, ihr geselliges Treiben und ihre amourösen Abenteuer in tagebuchartigen Zeichnungen zu dokumentieren, die die Welt des Biedermeier widerspiegeln. Von den Wirren der Julirevolution 1830 aus Sachsen vertrieben, setzten Westphal und Petzl ihr Treiben  in Schleswig fort. Im Sommer 1832 unternahm Westphal eine Wanderung durch Norwegen.
Der Traum einer Reise nach Italien führte Westphal zurück nach Kopenhagen, wo er 1837, 39 und 41 vergeblich um die Große Goldmedaille der Kunstakademie konkurrierte, mit deren Gewinn ein mehrjähriges Rom-Stipendium verbunden war. Daraufhin gab Westphal alle hochfliegenden Künstlerpläne auf und nahm 1841 eine Stelle als „Kostumier“ des Königlichen Theaters in Kopenhagen an. Nach seinem frühen Tod suchte seine Schwester Sophie das Andenken hochzuhalten, indem sie 1852 im Selbstverlag ein Büchlein mit dem Titel Genre-Bilder in Bildern und Tönen von Fritz Westphal herausgab, das außer zehn Federlithografien nach Tagebuchzeichnungen 32 Gedichte ihres Bruders enthält.

## Leistungen
Nach seiner Ausbildung zum Historienmaler an der Kopenhagener Kunstakademie geriet Westphal um 1830 unter den Einfluss des Münchner Genremalers Joseph Petzl und malte kleinformatige Genremotive anekdotischen Inhalts im Geschmack des Biedermeier, die zuweilen Ereignisse der jüngeren Vergangenheit widerspiegelten, wie den Freiheitskampf der Tiroler und Griechen oder die Auswirkungen der Choleraepidemien. Mit wachsendem Anspruch nahm die Zahl der dargestellten Personen zu. Seit 1837 schuf er auch Illustrationen zu den Werken der dänischen Schriftsteller Christian Winther, Heinrich Hertz und Carsten Hauch. Mit Darstellungen der Rückkehr Thorvaldsens nach Kopenhagen (1838), des Leichenzuges König Friedrich VI. (1840) und der Salbung König Christian VIII.(1840) wurde er außerdem zum Chronisten der dänischen Zeitgeschichte.

## Werke
- Porträt Bäckermeister Westphal, um 1825. 22 × 18 cm. Stiftung Schleswig-Holsteinische Landesmuseen, Schloss Gottorf, Schleswig.
- Sappho, um 1828. Stiftung Schleswig-Holsteinische Landesmuseen, Schloss Gottorf, Schleswig.
- Selbstbildnis, um 1828. Städt. Museum Schleswig.
- Der Möwenpreis, 1836. 82 × 101,5 cm. Städt. Museum Schleswig.
- David spielt die Harfe vor Saul, 1837. Kunstakademie Kopenhagen.
- König Waldemar und Klein Else, 1838. 82 × 97,5 cm. Statens Museum Kopenhagen.
- Der Empfang Thorvaldsens in Kopenhagen 1838, um 1840. 71,5 × 100 cm. Thorvaldsen-Museum Kopenhagen.